# Vignale, Haute-Corse
Vignale är en kommun i departementet Haute-Corse på ön Korsika i Frankrike. Kommunen ligger i kantonen Borgo som tillhör arrondissementet Bastia. År 2022 hade Vignale 221 invånare.

## Befolkningsutveckling
Antalet invånare i kommunen Vignale
Referens:INSEE